# Matthew Gray Gubler
Pour les articles homonymes, voir Gubler.
Matthew Gray Gubler est un acteur, réalisateur, producteur de télévision, illustrateur et ancien mannequin américain, né le 9 mars 1980 à Las Vegas (Nevada).
Il accède à la notoriété grâce au rôle du Dr Spencer Reid dans la série télévisée policière Esprits criminels (2005-2020).
Parallèlement à ce succès, la série lui permet de porter des projets en tant que réalisateur mais aussi de jouer, essentiellement, pour le cinéma indépendant et de pratiquer le doublage.

## Biographie

### Jeunesse et formation
La famille de Matthew Gray Gubler est originaire de Las Vegas ; elle y est implantée depuis des décennies, à l'époque où la ville ne comptait même pas 10 000 habitants. Son grand-père était un avocat important de la ville. Il grandit dans une famille aimante et aisée. Son père, John Gubler, était lui aussi avocat. Il a un frère et une sœur. 
Il s'épanouit rapidement dans les arts et part, après le lycée, rejoindre la prestigieuse Tisch School of the Arts.

### Carrière
Matthew Gray Gubler travailla comme mannequin avant d'être un acteur. Sous contrat avec DNA Model Management, il travailla pour Tommy Hilfiger, Marc Jacobs, Burberry, Louis Vuitton et de nombreux autres couturiers.
En 2004, il obtient un stage avec Wes Anderson, qui lui offrira son premier rôle au cinéma dans la comédie dramatique La Vie aquatique. 
Mais il se fait surtout connaître en tant qu'acteur, auprès du grand public, grâce à son rôle du Docteur Spencer Reid dans la série Esprits criminels, dont il a obtenu le rôle au bout de la quatrième audition. La série suit une équipe de profileurs, amenée à se déplacer dans l'ensemble des États-Unis (et parfois au Canada ou au Mexique), chargée d'enquêter localement sur les criminels et les tueurs en série. Chacun de ces agents a sa spécialité et sa personnalité, ce qui les rend complémentaires. Par pure coïncidence, le personnage qu'il incarne dans la série, un profiler surdoué, a lui aussi grandi à Las Vegas.

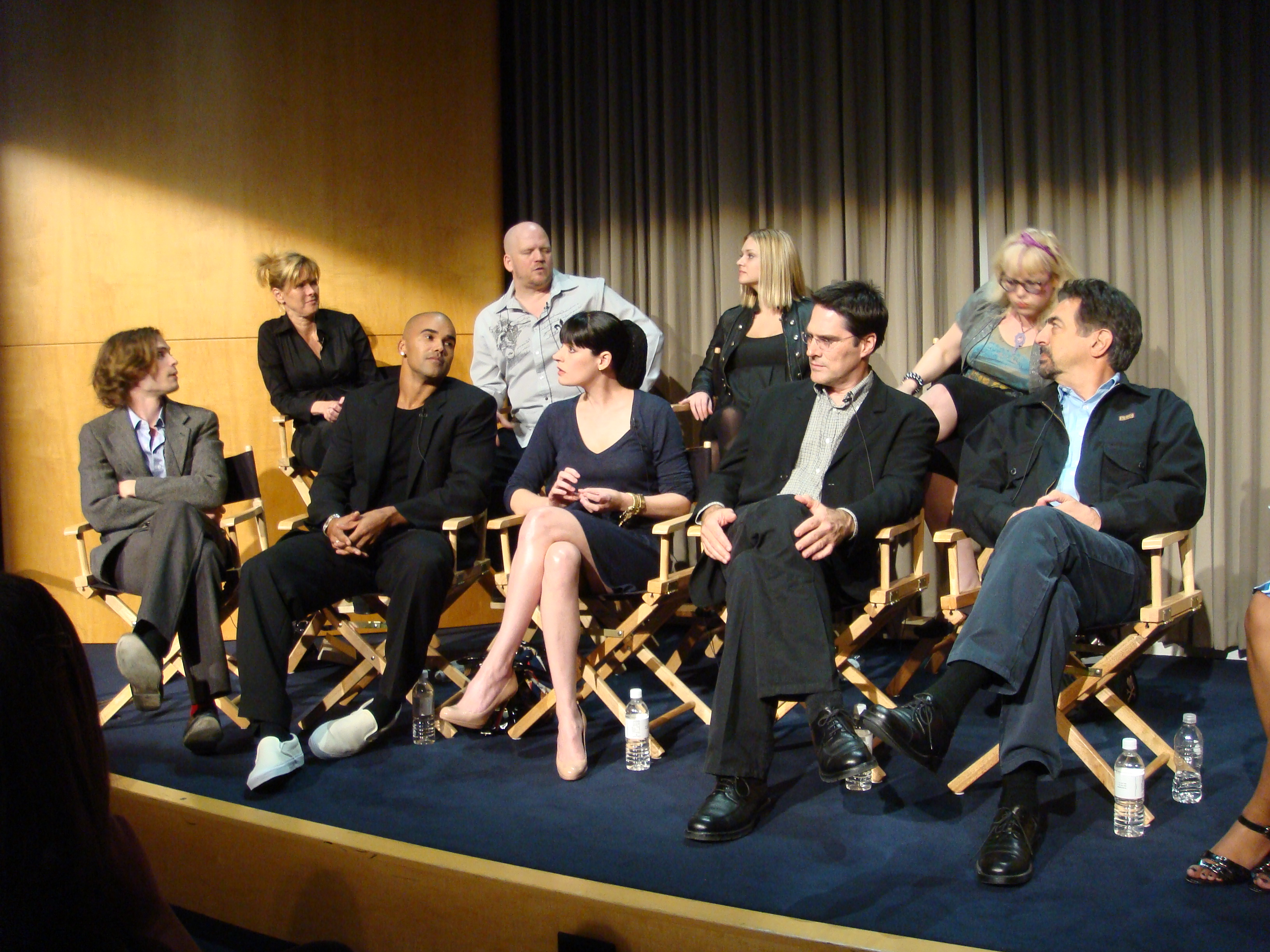
La distribution dEsprits criminels en 2008.

Avant d'avoir eu son diplôme de réalisateur de la New York University's Tisch School of the Arts, il avait déjà fait quelques films qui étaient aussi bien tournés à Las Vegas qu'à New York. Car Matthew Gray Gubler profite du succès de la série pour passer derrière la caméra et réaliser des épisodes, à plusieurs reprises,. Il a aussi dirigé et joué dans une série de faux documentaires : Matthew Gray Gubler : The Unauthorized Documentary. 
Entre 2007 et 2015, il pratique le doublage pour l'un des personnages principaux de la série de films Alvin et les Chipmunks. En 2014, il donne sa voix au personnage Sphinx dans le film d'animation Batman : Assaut sur Arkham. 
En 2009, il joue un second rôle dans la comédie romantique saluée (500) jours ensemble avec Zooey Deschanel et Joseph Gordon-Levitt. Cette production est notamment proposée pour deux Golden Globes.
En 2012, il joue dans le clip You have a power on me de Soko. Cette même année, l'acteur confirme rester fidèle à la série qui l'a propulsé au rang de vedette de télévision. Il donne aussi la réplique à AnnaLynne McCord dans l'acclamé film d'horreur indépendant au budget minimaliste, Excision.
En 2013, il remporte un Daytime Emmy Awards grâce à sa participation, en tant que guest star, à la série télévisée comique The Beauty Inside, inédite en France. L'année suivante, il est la vedette de la comédie d'horreur indépendante, Suburban Gothic avec Kat Dennings. Une interprétation  qui lui vaut le prix du meilleur acteur lors du festival Screamfest.
En 2015, il  produit et joue dans la comédie Band of Robbers avec Kyle Gallner. Deux ans plus tard, il retrouve AnnaLynne McCord pour la comédie noire 68 Kill, une nouvelle collaboration entre les deux comédiens saluée par la critique,,. 
En 2018, Esprits Criminels fait preuve d'une rare longévité dans le domaine des séries télévisées, en fêtant son 300e épisode,ce qui lui permet de faire partie des séries les plus longues de la chaîne américaine CBS,. Entre-temps, il travaille à deux reprises sous la direction de Drake Doremus : D'abord pour le drame romantique Newness avec Nicholas Hoult et pour la romance teintée de science-fiction, Zoe avec Ewan McGregor, Léa Seydoux et Theo James.
En 2019, il joue les guest-star dans la saison 1 de Dollface, une série télévisée comique de la plateforme Hulu avec Kat Dennings, Brenda Song, Shay Mitchell et Esther Povitsky. La même année, CBS annonce le renouvellement d'Esprits Criminels pour une quinzième saison, composée de dix épisodes et qui sera la dernière. Elle est attendue pour la saison 2019-2020. 
En 2020, il donne la réplique à Alison Brie dans la comédie dramatique Horse Girl distribuée par Netflix.

### Vie privée
Matthew Gray Gubler a une sœur styliste, Laura Dahl, et un demi-frère, Gray Gubler. Ses grands-parents maternels, Laura Belle et Maxwell Kelch, ont fondé Keno, la première station de radio de Las Vegas.
Il a eu plusieurs brèves relations avec des mannequins et des actrices, notamment sa co-star de Suburban Gothic (2014), Kat Dennings. Lors d’une interview avec le magazine Glamour, il déclare être toujours en très bons termes avec l’actrice, avec qui il a partagé l’écran dans plusieurs projets depuis leur rupture en 2008. 
Le 29 novembre 2014 à Los Angeles, il a officié au mariage de ses meilleurs amis, Paget Brewster (aussi partenaire de jeu dans la série Esprits criminels) et Steve Damstra.

## Filmographie

### Cinéma

#### Courts métrages
- 2014 : The Learning Curve de Phil McCarty : David Sedaris
- 2014 : Desire de Hala Matar : James

#### Longs métrages
- 1997 : Le Pacificateur  : policier (figuration)
- 2004 : La Vie aquatique (The Life Aquatic with Steve Zissou) de Wes Anderson : Nico
- 2006 : Camping-car (RV) de Barry Sonnenfeld : Joe Joe
- 2008 : Mister Showman (The Great Buck Howard) de Sean McGinly : Russel
- 2008 : How to Be a Serial Killer de Luke Ricci : Bart
- 2009 : (500) jours ensemble de Marc Webb : Paul
- 2011 : Magic Valley de Jaffe Zinn : Mok
- 2012 : Excision de Richard Bates, Jr. : Mr. Claybaugh
- 2014 : The Ugly Life of a Beautiful Girl de Stevie Long : Ziggy
- 2014 : Life After Beth de Jeff Baena : Kyle Orfman
- 2014 : Suburban Gothic de Richard Bates Jr. : Raymond
- 2016 : Hot Air de Derek Sieg : Lesley
- 2016 : Band Of Robbers de Aaron et Adam Nee : Joe Harper (également producteur)
- 2016 : Trash Fire de Richard Bates Jr. : Caleb
- 2017 : 68Kill de Trent Haaga : Chip Taylor
- 2017 : Newness de Drake Doremus : Paul
- 2018 : Zoe de Drake Doremus : Skinny Guy
- 2019 : Love Again (Endings, Beginnings) de Drake Doremus : Adrian
- 2020 : Horse Girl de Jeff Baena : Darren Colt
- 2022 : King Knight de Richard Bates Jr. : Thorn

### Télévision

#### Séries télévisées
- 2005 : Arrested Development : Hiker (saison 2, épisode 9, non crédité)
- 2005 à 2020 : Esprits criminels (Criminal Minds) : Dr Spencer Reid (rôle principal, 323 épisodes - également réalisateur de 12 épisodes)
- 2012 : The Beauty Inside : Alex (saison 1, épisodes 3, 4 et 8)
- 2019-2022 : Dollface : Wes (7 épisodes)

### Réalisateur
- 2005 : Matthew Gray Gubler's Life Aquatic Intern Journal (documentaire, ainsi que montage, photographie, production et scénario)
- 2005 : The Cactus That Looked Just Like a Man (court métrage, ainsi que montage, photographie, production et scénario)
- 2005 : Claude: A Symphony of Horror (court métrage)
- 2007 : Don't Shoot Me Santa de The Killers (clip vidéo)
- 2015 : Dirt Sledding de The Killers (clip vidéo, également producteur et monteur)

## Doublage
- 2007 :  Alvin et les Chipmunks (Alvin and the Chipmunks) de Tim Hill : Simon Seville
- 2009 : Alvin et les Chipmunks 2 (Alvin and the Chipmunks: The Squeakquel) de Betty Thomas : Simon Seville
- 2011 : All-Star Superman de Sam Liu : Jimmy Olsen
- 2011 : Scooby-Doo! Legend of the Phantosaur : Winsor
- 2011 : Alvin et les Chipmunks 3 (Alvin and the Chipmunks: Chipwrecked) de Mike Mitchell : Simon Seville
- 2014 : Batman : Assaut sur Arkham (Batman: Assault on Arkham) de Jay Oliva et Ethan Spaulding : Le Sphinx
- 2015 : Alvin et les Chipmunks : À fond la caisse (Alvin and the Chipmunks: The Road Chip) de Walt Becker : Simon Seville

## Voix francophones
En France, Taric Mehani est la voix régulière de Matthew Gray Gubler depuis 2006.

## Distinctions
Sauf indication contraire ou complémentaire, les informations mentionnées dans cette section proviennent de la base de données IMDb.

### Récompenses
- Behind the Voice Actors Awards 2012 : BTVA Special/DVD Voice Acting Award de la meilleure performance de doublage par une distribution dans un téléfilm, un direct to DVD ou un court métrage pour All-Star Superman
- Daytime Emmy Awards 2013 : "Outstanding New Approaches - Original Daytime Program or Series" pour The Beauty Inside
- Screamfest 2014 : meilleur acteur pour Suburban Gothic
- Behind the Voice Actors Awards 2015 : BTVA People's Choice Voice Acting Award de la meilleure performance de doublage par une distribution dans un téléfilm, un direct to DVD ou un court métrage pour Batman : Assaut sur Arkham

### Nominations
- Behind the Voice Actors Awards 2012 : BTVA Special/DVD Voice Acting Award de la meilleure performance de doublage par une distribution dans un téléfilm, un direct to DVD ou un court métrage pour Scooby-Doo! Legend of the Phantosaur
- Behind the Voice Actors Awards 2015 : BTVA Special/DVD Voice Acting Award de la meilleure performance de doublage par une distribution dans un téléfilm, un direct to DVD ou un court métrage pour Batman : Assaut sur Arkham